# OTMA
| Sigles de 2 caractères   |
| Sigles de 3 caractères   |
| ► Sigles de 4 caractères |
| Sigles de 5 caractères   |
| Sigles de 6 caractères   |
| Sigles de 7 caractères   |
| Sigles de 8 caractères   |

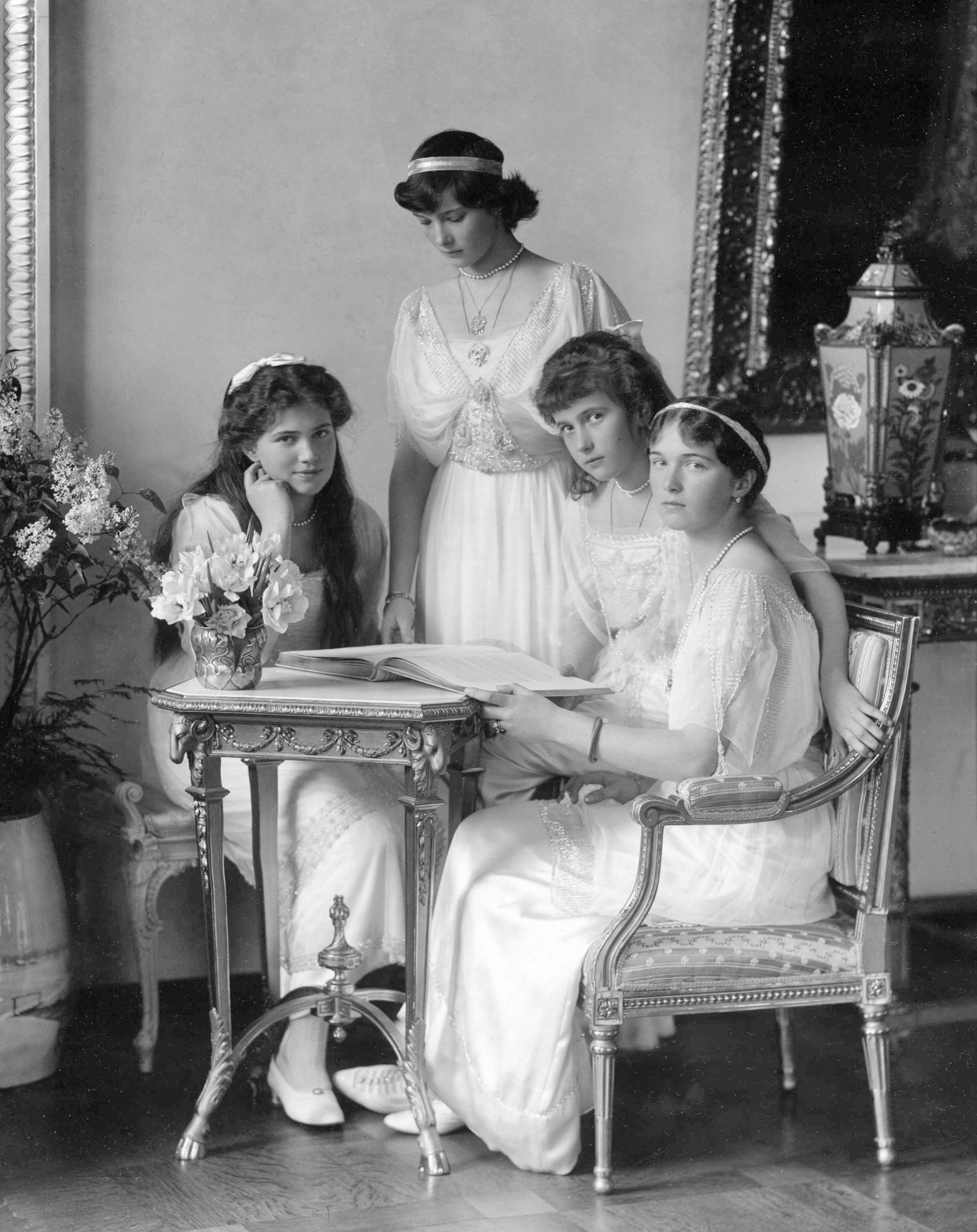
De gauche à droite: les grandes-duchesses Maria, Tatiana, Anastasia et Olga Nikolaïevna de Russie en 1914

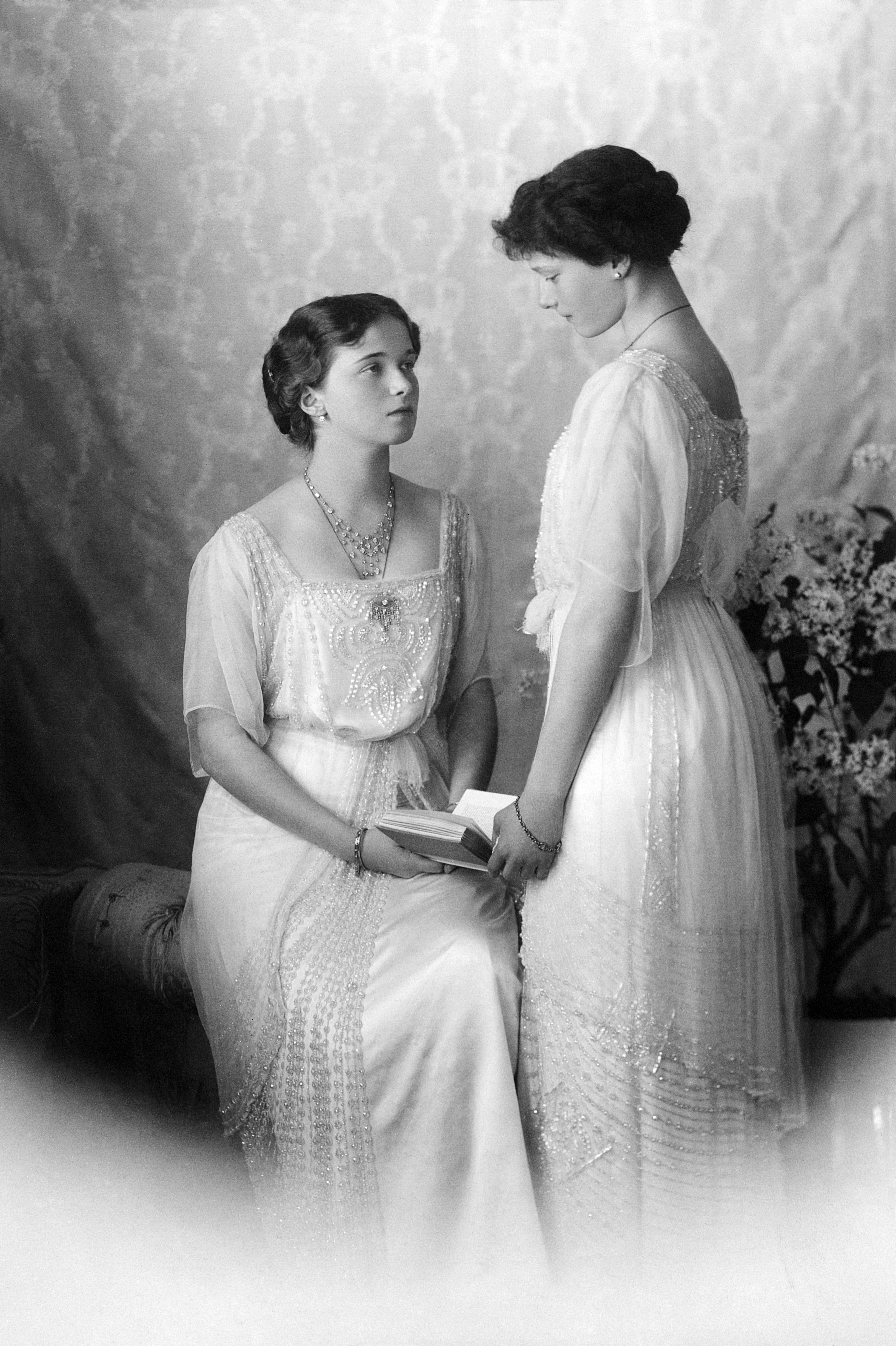
Les grandes-duchesses Olga et Tatiana Nikolaïevna de Russie vers 1913.

OTMA est l'assemblage des initiales des prénoms des quatre filles du tsar Nicolas II et de la tsarine Alexandra Feodorovna : les grandes-duchesses Olga (15 novembre 1895-17 juillet 1918), Tatiana (10 juin 1897-17 juillet 1918), Maria (26 juin 1899-17 juillet 1918) et Anastasia (18 juin 1901-17 juillet 1918).

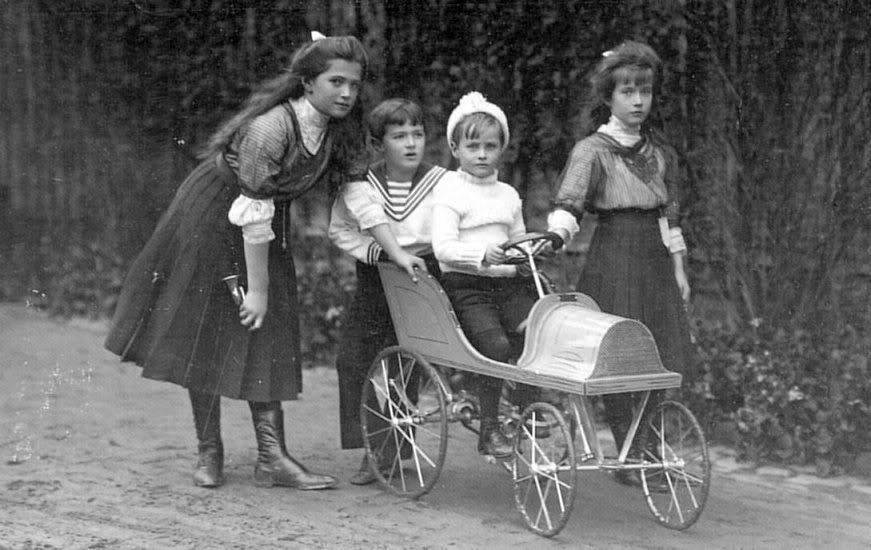
Les grandes-duchesses Maria et Anastasia, le tsarévitch Alexis Nikolaïevitch de Russie et un cousin en 1910.

Durant leur captivité, après la révolution russe et l'abdication du tsar, les quatre grandes-duchesses signaient leurs lettres pour leurs proches avec cet acronyme, car étant étroitement surveillées, elles ne pouvaient envoyer que très rarement des lettres qu'elles écrivaient collectivement. Mais cet acronyme servait avant la Révolution russe. Il leur arrivait d'offrir parfois leurs cadeaux et d'envoyer les lettres écrites par l'une d'elles au nom de toutes.
Ce quatuor harmonieux est séparé en deux groupes : la Grande Paire (Olga et Tatiana) et la Petite Paire (Maria et Anastasia).

## Les sœurs
La sœur aînée, Olga Nikolaïevna, née le 15 novembre 1895, était décrite comme la plus intelligente et la plus mature des quatre. Toujours attentive aux besoins des autres, elle aimait aider chaque fois qu'elle le pouvait, sacrifiant sa petite allocation pour la donner à des œuvres caritatives. Malgré cela, elle avait également un état d'esprit compliqué et était souvent impliquée dans des disputes avec sa mère Alexandra.
Tatiana Nikolaïevna, née le 10 juin 1897, était surnommée « la gouvernante » par ses sœurs car elle donnait toujours des ordres. Elle était la fille préférée d'Alexandra et la seule qui semblait comprendre chacun de ses désirs. Chaque fois que les enfants impériaux voulaient une faveur de leurs parents, tout le monde s'accordait pour dire que c'était Tatiana qui devait la demander. Elle n’a jamais été très intéressée par le travail scolaire et préférait les choses pratiques comme la broderie, la peinture ou le crochet. Des quatre sœurs, elle était décrite comme la plus vaniteuse et était toujours au courant des dernières modes en matière de vêtements et de coiffure. Elle était celle qui était la plus présente en public (ainsi qu'au sein de comités de bienfaisance et de charité)  et, par conséquent, la plus célèbre au cours de sa courte vie, étant décrite par beaucoup comme la plus sophistiquée des sœurs.
La troisième sœur, Maria Nikolaïevna, née le 26 juin 1899, était décrite comme « l'ange » de la famille . Des quatre sœurs, elle était la plus attachée à son père, le tsar Nicolas. Toujours gentille et dévouée envers sa famille, elle rêvait d'épouser un soldat russe et d'avoir 20 enfants. Parfois, ses sœurs profitaient de sa gentillesse et l'appelaient « demi-sœur » et « gros chien ». Elle était très proche de sa sœur cadette et avait tendance à être dominée par elle. Elle ne s'est jamais intéressée non plus au travail scolaire, mais elle aimait beaucoup la peinture et avait un grand talent pour faire des caricatures. Elle était ambidextre car elle écrivait de la main droite, mais préférait dessiner de la gauche.
La plus jeune sœur, la célèbre Anastasia Nikolaïevna, née le 18 juin 1901, était la plus sauvage et la plus indisciplinée des quatre. Dès les premières années de sa vie, elle aimait faire des farces aux domestiques et aux membres de sa famille, grimper aux arbres et imiter de manière très rigoureuse les personnes qu'elle connaissait. Son tuteur, Pierre Gilliard, disait qu'elle avait un talent particulier pour le théâtre et, bien qu'il n'ait jamais pu lui apprendre à parler couramment le français, il disait qu'elle avait un accent parfait. Elle était très proche de son jeune frère, Alexis, et était la seule à pouvoir le faire sourire lors de ses crises d'hémophilie. Sa mère essayait toujours de la calmer et de lui apprendre à se comporter de manière plus féminine, mais elle n’y parvenait jamais. Le médecin de famille, Eugène Botkin, appréciait particulièrement sa compagnie et la qualifiait de « rayon de soleil ». Un jour, le médecin, après une énième conversation hilarante avec la Grande-Duchesse, lui dit qu'elle était de l'or pur. Anastasia, avec un sourire, a répondu : "Bien au contraire, je ne suis que le plus simple des cuirs." 

## Sources
- (pt) Cet article est partiellement ou en totalité issu de l’article de Wikipédia en portugais intitulé « OTMA » (voir la liste des auteurs).